# Ciril Potočnik
Ciril Potočnik, slovenski rimskokatoliški duhovnik, teolog, nabožni pisatelj in publicist, * 3. julij 1894, Žirovski Vrh, † 22. februar 1950, Ljubljana.

## Življenje in delo
Rodil se je očetu hišarju Janezu in materi Frančiški (rojena Vodnik). Potočnik je obiskoval ljudsko šolo v Škofji Loki, gimnazijo pa v Kranju (2 razr.) in Zavodu sv. Stanislava v Šentvidu pri Ljubljani kjer je 1913 maturiral. Nato je v Ljubljani  nadaljeval s študijem  bogoslovja in bil 1917 posvečen v duhovnika. Jeseni 1917 je šel v Avguštinej na Dunaj, bil 1918 kaplan na Trati, 1919–1922 spiritual v Zavodu sv. Stanislava. Leta 1921 je bil na Dunaju promoviran za dr. theol., 1922–1937 spiritual v ljubljanskem bogoslovnem semenišču, 1937 docent, 1939 izredni in 1946 redni profesor pastoralnega bogoslovja na teološki fakulteti ljubljanske univerze.
Izdal je knjige: Dobri Pastir (3 zv.; Lj. 1929, 1930, 1932); Sveti red (Lj. 1935); Ascetika (Lj. 1942)). V Bogoslovnem vestniku je poleg krajših prispevkov in knjižnih ocen objavil razprave: Simbolizem v razlagah rimske mašne liturgije (1928); Sodobni pastoralni problemi (1929); Liturgija in liturgično gibanje (1936); Dušnopastirski obiski (1937); Zgodovinski razvoj spovedi malih grehov (1938); Telesna pokora in zunanje zatajevanje (1941).